# Rudolf Krajčovič
Rudolf Krajčovič (Karkóc, 1927. július 22. – 2014. október 29.) szlovák nyelvész, szlavista.

## Élete
A pozsonyi Comenius Egyetemen tanult szlovák nyelvet és filozófiát, ahol 1949-ben végzett. 1966-1992 között a Szlovák nyelv és irodalom tanszéken dolgozott, 1986-tól professzorként. 1963-ban Krakkóban, 1977-ben Skopjeban, 1970-1971-ben, 1975-1976-ban és 1980-1981-ben Moszkvában dolgozott.
1957-1960 között a Szlovák Nyelvészek Egyesületének titkára, 1966-1968 között bizottsági tagja, 1968-1972 között alelnöke. 1972-1973-ban a Szlovák Nyelvészeti Társaság alelnöke volt. Több nemzetközi szlavista szervezet tagja.

## Művei
- 1961 Vývin slovenského jazyka
- 1964 Pôvod juhozápadoslovenských nárečí a ich fonologický vývin
- 1974 Slovenčina a slovanské jazyky. Praslovanská genéza slovenčiny
- 1975 A Historical Phonology of the Slovak Language
- 1977 Svedectvo dejín o slovenčine
- 1981 Pôvod a vývin slovenského jazyka
- 1983 Čeština a slovenčina v starších archiváliách v predspisovnom období
- 1985 Veľká Morava v tisícročí slovami prameňov, legiend, kroník a krásnej spisby
- 1988 Vývin slovenského jazyka a dialektológia
- 1990 Dejiny spisovnej slovenčiny. Študijná príručka a texty
- 2005 Živé kroniky slovenských dejín skryté v názvoch obcí a miest